# 4 Minutes
„4 Minutes”, cunoscut și sub numele de „4 Minutes to Save the World” (română 4 minute pentru a salva lumea) este o melodie pop/R&B a Madonnei, lansată ca prim single de pe albumul Hard Candy. Melodia este un featuring cu Justin Timberlake, care a co-scris și co-produs melodia alături de Timbaland.
Acest single a devenit al 37-lea hit de top 10 în Billboard Hot 100, Madonna devenind artistul cu cele mai multe hituri de top 10, întrecându-l pe Elvis. Discul single a devenit al 77-lea cel mai bine vândut în anii 2000 în Australia, fiind singurul cântec al artistei din clasamentul de sfârșit de deceniu.

## Informații despre cântec
Melodia mai este numită și 4 Minutes to Save the World, chiar și de Madonna.
Single-ul a debutat oficial pe 17 martie 2008 la radio. A fost lansat digital în întreaga lume (cu excepția S.U.A.) pe 18 martie și în S.U.A. pe 28 martie. Melodia a fost folosită într-o reclamă la Sunsilk, care a început să fie difuzată pe 17 martie.

## Performanța în topuri
4 Minutes a ajuns pe locul 1 în mai multe țări: Argentina, Australia, Belgia, Brazilia, Bulgaria, Chile, Canada, Danemarca, Elveția, Finlanda, Germania, Grecia, Irlanda, Italia, Olanda, Norvegia, România, Suedia, Turcia, Regatul Unit, și în top 5 în Austria, Franța, Japonia, Noua Zeelanda și Statele Unite.
În United World Chart, melodia a câștigat, până acum, 5,716,000 de puncte, și a stat pe locul 1 timp de 11 săptamâni consecutive.

## Videoclip

Madonna in videoclipul "4 Minutes"

Single-ul a fost filmat în 31 ianuarie - 2 februarie 2008.
În început, Timbaland își spune replicile, după care Madonna împinge o mașină într-o casă, în care ea și Timberlake cântă, în timp ce un fundal negru îi urmărește. Ieșind pe ferestre, dau de o parcare auto, în care dansează.
O dată ce se aprind luminile unei alimentare, Madonna și Justin intră, se urcă pe rafturi și dansează în continuare, în timp ce fundalul negru "mănâncă" cumpărătorii.
Mergând mai departe într-o baie, Madonna îl vede pe Timberlake în oglindă, și amândoi își dau jos o piesă de vestimentație.
Apoi, ajung în locul în care Timbaland era la început, unde un ceas digital mare număra înapoi de la 4 minute. În timp ce dansează, apare și fundalul negru, care "mănâncă" fața Madonnei și corpul lui Justin.

## Topuri
| Top (2008)                 | Poziția maximă |
| -------------------------- | -------------- |
| Argentina                  | 1              |
| Australia                  | 1              |
| Austria                    | 2              |
| Belgia (Flandra)           | 1              |
| Belgia (Wallonia)          | 1              |
| Canada                     | 1              |
| Chile                      | 1              |
| Danemarca                  | 1              |
| Elveția                    | 1              |
| Eurochart Hot 100          | 1              |
| Finlanda                   | 1              |
| Germania                   | 1              |
| Grecia                     | 1              |
| Irlanda                    | 1              |
| Israel                     | 1              |
| Italia                     | 1              |
| Marea Britanie             | 1              |
| Mexic                      | 4              |
| Noua Zeelandă              | 3              |
| Norvegia                   | 1              |
| Polonia                    | 1              |
| România                    | 1              |
| Spania                     | 1              |
| Suedia                     | 2              |
| Turcia                     | 1              |
| Statele Unite ale Americii | 3              |
| United World Chart         | 1              |